# Charles Lefebvre (Belgique)
Pour les articles homonymes, voir Charles Lefebvre (homonymie) et Lefebvre.
L'écuyer Carolus Victor Maria Ghislenus Lefebvre de Jauche, appelé Karel Lefebvre, né à Blaasveld le 3 juin 1861 et mort à Etterbeek le 3 août 1936 , est un homme politique belge flamand, membre du Parti catholique.

L'adjonction de Jauche fut autorisée par AR du 19 mars 1930.

## Biographie
Charles Lefebvre fut diplômé en Philosophie et Lettres (KUL). Il s'installa comme propriétaire terrien à Ruisbroek et épousa en 1893 Marie Van Nyen (1872-1949). L'année suivante, il fut élu comme conseiller provincial de la province d'Anvers (1894-1911). Dès 1896, il fut élu conseiller communal à Ruisbroek. Il fut échevin (1900-1901), avant de devenir bourgmestre en 1901 et ce pendant 20 ans. En 1911, il fut élu député de l'arrondissement de Malines (1911-1919). De 1921 à 1925, il fut sénateur.
Il fut décoré de la Croix civile d'Or 1re classe pour ancienneté de service et commandeur de l'ordre de Léopold.

## Liens familiaux
Lefebvre vient d'une famille très active en politique: son père Louis Lefebvre (1824-1889), fut avocat et député; son grand-père paternel, Albert Lefebvre (1782-1861), fut conseiller à la Cour d'Appel de Bruxelles, membre du Congrès National (Belgique) et député (1831-1832); son grand-père maternel, Alexandre Wouters de Jauche (+1886) fut bourgmestre de Blaasveld (1830-mort); son frère Albert (1856-1911) fut bourgmestre de Blaasveld, conseiller provincial et député; son frère Ludovic (1867-1944) fut bourgmestre de Blaasveld et son frère Anatole (1874-1958) lui succéda après son décès.